# 程君海故居
程君海故居，位于中国广东省中山市南朗镇新填地街，为孙中山幼年老师程君海的故居。该故居为清代砖木混合结构建筑，四合院式格局。2000年11月29日，列入中山市文物保护单位。2008年11月，列入广东省文物保护单位。